# أحمد أبو دقة
أحمد أبو دقة واسمه الكامل أحمد محمود أبو دقة بينما يُكنّى أبا حمزة (؟ – اغتيلَ في الحادي عشر من أيار/مايو 2023 في مدينة خان يونس) كانَ قياديًا ميدانيًا بارزًا في صفوف حركة سرايا القدس الذراع العسكري لحركة الجهاد الإسلامي، حيثُ كان يشغلُ حتى تاريخ اغتياله منصبَ نائب قائد القوة الصاروخية في الجهاد.

## الاغتيال

### قصف خان يونس
اغتالَت إسرائيل في عمليّة مشتركة بين الجيش الإسرائيلي و‌جهاز الشاباك ضمنَ عملية السهم الواقي القيادي الميداني أحمد أبو دقة وذلك بعدما استهدفت عصر الحادي عشر من أيار/مايو 2023 منزله الواقع في مدينة خان يونس جنوبي القطاع. كانَ أبو الدقة القيادي الخامس البارز في صفوف حركة الجهاد الذي تغتاله تل أبيب خلال العمليّة التي سمَّتها عملية السهم الواقي، حيثُ اغتالَت في اليوم الأول (9 أيار/مايو 2023) ثلاث قادة هم جهاد الغنام و‌خليل البهتيني و‌طارق عز الدين، ثم اغتالَت في اليوم الثاني (10 أيار/مايو) القيادي الميداني الآخر علي غالي قبلَ أن تستهدفَ في اليوم الثالث لعمليتها الهجوميّة نائب قائد القوة الصاروخية في السرايا أبو دقة ما تسبَّبَ في مقتله فورًا وإصابة عددٍ من المدنيين الذين كانوا على مقربةٍ من منزله.

### ردّ الفعل
ردًّا على اغتيالِ أحمد أبو دقة ومن قبله علي غالي، أطلقت سرايا القدس دفعة من الصواريخ صوبَ إسرائيل، حيثُ استهدفت بصواريخ طويلة المدى الرملة ورحوفوت وبئر يعقوب ضمنَ الضواحي الجنوبية لتل أبيب. نجحت القبة الحديدية في اعتراض عددٍ من الصواريخ لكنها فشلت في إسقاط أخرى، ومن بينها صاروخٌ حقَّقَ إصابة مباشرة في مبنى من 4 طوابق في رحوفوت جنوبي مدينة تل أبيب، ما تسبَّبَ بحسبِ هيئة الإسعاف الإسرائيلية في مقتل إسرائيلية واحدة وإصابة 6 آخرين إصابات متفاوتة خطيرة في ظلّ احتماء أغلب الإسرائيليين في الملاجئ.